# Geneva (Nebraska)
Geneva is een plaats (city) in de Amerikaanse staat Nebraska, en valt bestuurlijk gezien onder Fillmore County.

## Demografie
Bij de volkstelling in 2000 werd het aantal inwoners vastgesteld op 2226. In 2006 is het aantal inwoners door het United States Census Bureau geschat op 2116, een daling van 110 (-4,9%).

## Geografie
Volgens het United States Census Bureau beslaat de plaats een oppervlakte van 3,9 km², geheel bestaande uit land. Geneva ligt op ongeveer 497 m boven zeeniveau.

## Plaatsen in de nabije omgeving
De onderstaande figuur toont nabijgelegen plaatsen in een straal van 20 km rond Geneva.